# Månskugga
Månskugga (originaltitel: Void Moon) är en roman av Michael Connelly. Boken kom ut 2000 på originalspråk och 2003 översatt till svenska.

## Handling
När Cassie Black upptäcker att hennes femåriga dotter, bortadopterad när Cassie satt i fängelse, är på väg att flytta utomlands grips hon av panik. För att finansiera en flykt med dottern bestämmer hon sig för att göra ett sista jobb och råna storspelaren Diego Hernandez vid kasinot på Hotel Cleopatra i Las Vegas. Samma kasino där hennes gamle partner och älskare Max Freeling dog under dramatiska och mystiska omständigheter sex år tidigare.
Morgonen efter rånet hittas Hernandez skjuten på sitt rum och kasinoföreståndaren Victor Grimaldi kallar in privatdetektiven Jack Karch för att med sina tvivelaktiga men effektiva metoder hämta tillbaka pengarna och hitta mördaren - utan att blanda in polisen.